# Festiwal Interwizji
Interwizja, Festiwal Interwizji (ros. Интервидение), także: Konkurs Piosenki Interwizji – festiwal muzyczny organizowany w latach 1977–1980 w Operze Leśnej w Sopocie, odpowiednik Konkursu Piosenki Eurowizji w bloku wschodnim. Wcześniej, pod tą samą nazwą, organizowany był konkurs w Czechosłowacji w latach 1965–1968.

## Historia

### Lata 1977–1980
Pierwsza edycja Konkursu Piosenki Interwizji miała miejsce w 1977 roku. Organizowane przez Telewizję Polską wydarzenie było kontynuacją Międzynarodowego Festiwalu Piosenki w Sopocie, jednakże cechowało się podwyższoną jakością produkcji oraz obecnością popularnych wykonawców zarówno z kraju jak i z zagranicy, m.in. Boney M. i Demis Roussos. Czołówka Interwizji przytaczana jest jako przykład tzw. "propagandy sukcesu" w krajach bloku wschodniego.
Podobnie do poprzedzającego Interwizję Festiwalu Piosenki, konkurs odbywał się w Operze Leśnej w Sopocie. Program prowadziła Irena Dziedzic.
Podczas trzeciej edycji festiwalu w 1979 roku na Interwizji wystąpił zespół Boney M. wykonując m.in. piosenkę "Rasputin" – ówcześnie piosenka ta była zakazana na terytorium Polski ze względu na negatywne przedstawienie Rosjan. Emisja występu zespołu miała miejsce dzień po wydarzeniu, jego kontrowersyjny fragment został wycięty.
Ostatnia – czwarta – edycja festiwalu przed zakończeniem zimnej wojny miała miejsce w 1980 roku. Planowana była kontynuacja festiwalu, jednakże organizatorzy zrezygnowali z tego pomysłu z powodu trudnej sytuacji politycznej w Polsce.

### Wznowienie (2008, 2014–2015, 2025)
W 2008 roku ponownie zorganizowano Interwizję, po raz pierwszy w Soczi. W odpowiedzi na zwycięstwo Conchity Wurst w Konkursie Piosenki Eurowizji w 2014 roku, władze rosyjskie planowały wznowić Interwizję w Soczi jako alternatywny konkurs piosenki wobec Eurowizji. Początkowo rozpoczęcie odnowionego konkursu zaplanowano na 2014 rok, później zostało one opóźnione na 2015. Ostatecznie konkurs się nie odbył. W 2023 roku zapowiedziano, że planowane jest wznowienie konkursu w kolejnym roku, jako odpowiedź na wykluczenie kraju z Konkursu Piosenki Eurowizji z powodu inwazji na Ukrainę. Plany poparł rząd Uzbekistanu. 30 grudnia 2023 rząd Federacji Rosyjskiej potwierdził, że gospodarzem Konkursu Piosenki Interwizji 2024 będzie Petersburg, a 10 czerwca 2024 Michaił Szwydkoj, przedstawiciel Prezydenta Rosji ds. międzynarodowej współpracy kulturalnej, ujawnił, że konkurs może zostać przesunięty na początek 2025 roku i udział w nim potwierdziło dotychczas 16 państw.

Państwa, które uczestniczyły w Konkursie Piosenki Interwizji (zielony), Państwa, które nie wzięły udziału pomimo możliwości (żółty), Państwa, które planowały wziąć udział, ale konkurs został odwołany (czerwony)

## Zwycięzcy

### Festiwal Interwizji (1977−1980, 2008)
| Rok  | Grand Prix festiwalu Interwizji                                | Grand Prix de Disque                                                  |
| ---- | -------------------------------------------------------------- | --------------------------------------------------------------------- |
| 1977 | Czechosłowacja – Helena Vondráčková · Malovaný džbánku         | Polska – Zdzisława Sośnicka · Kochać znaczy żyć                       |
| 1978 | ZSRR – Ałła Pugaczowa · Всё могут короли (Wsio mogut koroli)   | Belgia – Dream Express · Just Wanna Dance With You                    |
| 1979 | Polska – Czesław Niemen · Nim przyjdzie wiosna                 | Grecja – Bessy Argyraki · Και τι δεν θα 'δινα (Ke ti dhen tha 'dhina) |
| 1980 | Finlandia – Marion · Where Is the Love                         | Polska – Vox · Bananowy song Wielka Brytania – Jigsaw · Sky High      |
| 2008 | Tadżykistan – Tahmina Nijozowa · Zangi Telefon (Занги телефон) | –                                                                     |

### Konkurs Piosenki Interwizji (od 2025)
| Rok  | Wykonawca        | Piosenka         | Zwycięski kraj   |
| ---- | ---------------- | ---------------- | ---------------- |
| 2025 | 20 września 2025 | 20 września 2025 | 20 września 2025 |